# Молохва
Молохва — річка в Україні, у Козелецькому районі Чернігівської області. Права притока Десни (басейн Дніпра).

## Опис
Довжина річки приблизно 4,7 км. Переважно каналізована.

## Розташування
Бере початок на південному заході від Лебедівки. Тече переважно на південний схід через Максим і впадає у річку Десну, ліву притоку Дніпра. 
Річку перетинає автомобільна дорога Р69.